# 石壕紅軍烈士墓和紀念碑
石壕紅軍烈士墓和紀念碑位於重慶市綦江縣石壕鎮石壕村，文物遺址年代為1935年（建於1980年），1983年12月1日列為重慶市第一批市級文物保護單位。2000年9月7日列為第一批重慶市文物保護單位。